# 프로베니우스 문제
수론에서, 프로베니우스 문제(영어: Frobenius problem)는 주어진 양의 정수들을 더하여 만들 수 없는 가장 큰 양의 정수를 구하는 문제이다. 특정 액면가의 동전들로 나타낼 수 없는 가장 큰 액수를 찾는 것에 비유할 수 있으므로, 동전 문제(영어: coin problem)라고도 부른다. 예를 들어, 3원짜리 동전과 5원 동전을 모아 만들 수 없는 최대 액수는 7원이다. 만약 모든 액면가가 어떤 1보다 큰 정수의 배수라면, 만들 수 있는 액수들 역시 이 정수의 배수이므로, 만들 수 없는 액수가 임의로 크게 존재하게 된다. 따라서, 만들 수 없는 최대 액수가 존재하려면, 액면가들의 최대 공약수가 1이어야 한다.

## 정의
이 글에서, {\displaystyle \mathbb {N} }은 음이 아닌 정수의 집합, {\displaystyle \mathbb {Z} ^{+}}는 양의 정수의 집합이다.
일련의 양의 정수 {\displaystyle a_{1},\dots ,a_{n}\in \mathbb {Z} ^{+}}가 주어졌고, 그 최대 공약수가 1이라고 하자 ({\displaystyle \gcd\{a_{1},\dots ,a_{n}\}=1}). 그렇다면, {\displaystyle a_{1},\dots ,a_{n}}의 프로베니우스 수
{\displaystyle g(a_{1},\dots ,a_{n})=\max(\mathbb {Z} ^{+}\setminus (a_{1}\mathbb {N} +\cdots a_{n}\mathbb {N} ))\in \mathbb {Z} ^{+}}
는 방정식
{\displaystyle a_{1}x_{1}+\cdots +a_{n}x_{n}=c}
의 음이 아닌 정수해 {\displaystyle x_{1},\dots ,x_{n}\in \mathbb {N} }가 존재하지 않게 되는 양의 정수 {\displaystyle c\in \mathbb {Z} ^{+}} 가운데 가장 큰 하나이다. 슈어 정리에 따라, 만약 {\displaystyle a_{1},\dots ,a_{n}\geq 2}라면, 이는 항상 존재한다.
프로베니우스 수를 구하는 문제를 프로베니우스 문제라고 한다.

## 성질

### 존재
{\displaystyle \gcd\{a_{1},\dots ,a_{n}\}=1}인 임의의 양의 정수 {\displaystyle a_{1},\dots ,a_{n}\in \mathbb {Z} ^{+}} 및 양의 정수 {\displaystyle c\in \mathbb {Z} ^{+}}에 대하여,
{\displaystyle A(a_{1},\dots ,a_{n};c)=|\{(x_{1},\dots ,x_{n})\in \mathbb {N} ^{n}\colon a_{1}x_{1}+\cdots +a_{n}x_{n}=c\}|}
가 이들을 계수로 하는 방정식의 음이 아닌 정수해의 개수라고 하자. 그렇다면 이는 다음과 같이 점근적으로 근사할 수 있다.:301, 정리 11.2.1
{\displaystyle A(a_{1},\dots ,a_{n};c)\approx {\frac {c^{n-1}}{(n-1)!a_{1}\cdots a_{n}}}\qquad (c\to \infty )}
이를 슈어 정리(영어: Schur’s theorem)라고 한다. 특히, {\displaystyle c}가 충분히 크면 방정식의 음이 아닌 정수해가 존재한다. 따라서, 만약 모든 {\displaystyle a_{i}}가 2 이상이라면 (1은 해가 아니므로) {\displaystyle g(a_{1},\dots ,a_{n})}가 존재한다.
증명 (슈어 정리):
{\displaystyle A(a_{1},\dots ,a_{n};c)}의 정의에 따라, {\displaystyle A(a_{1},\dots ,a_{n};c)}는 유리 함수
{\displaystyle f(x)={\frac {1}{1-x^{a_{1}}}}\cdot {\frac {1}{1-x^{a_{2}}}}\cdot \cdots \cdot {\frac {1}{1-x^{a_{n}}}}}
의 멱급수 전개 속 {\displaystyle x^{c}}의 계수이다.
{\displaystyle 1,\zeta _{1},\dots ,\zeta _{t}}
가 다항식 {\displaystyle (1-x^{a_{1}})(1-x^{a_{2}})\cdots (1-x^{a_{n}})}의 서로 다른 근이고,
{\displaystyle n,l_{1},\dots ,l_{t}}
가 그 중복도라고 하자. {\displaystyle \gcd\{a_{1},\dots ,a_{n}\}=1}이므로, {\displaystyle l_{i}\leq n-1}이다. 그렇다면, {\displaystyle f(x)}를 다음과 같이 부분 분수 분해할 수 있다.
{\displaystyle {\begin{aligned}f(x)=&{\frac {A_{0,n}}{(1-x)^{n}}}+{\frac {A_{0,n-1}}{(1-x)^{n-1}}}+\cdots +{\frac {A_{0,1}}{1-x}}\\&+{\frac {A_{1,l_{1}}}{(\zeta _{1}-x)^{l_{1}}}}+{\frac {A_{1,l_{1}-1}}{(\zeta _{1}-x)^{l_{1}-1}}}+\cdots +{\frac {A_{1,1}}{\zeta _{1}-x}}\\&+\cdots \\&+{\frac {A_{t,l_{t}}}{(\zeta _{1}-x)^{l_{t}}}}+{\frac {A_{t,l_{t}-1}}{(\zeta _{t}-x)^{l_{t}-1}}}+\cdots +{\frac {A_{t,1}}{\zeta _{t}-x}}\\\end{aligned}}}
이제, 각 부분 분수
{\displaystyle {\frac {A}{(\alpha -x)^{l}}}=A\alpha ^{-l}\left(1-{\frac {x}{\alpha }}\right)^{-l}}
의 멱급수 전개에서, {\displaystyle x^{c}}의 계수는 이항 정리에 따라
{\displaystyle {\begin{aligned}B(A,\alpha ,l;c)&=A\alpha ^{-l}{\frac {(-l)(-l-1)\cdots (-l-c+1)}{c!}}\left(-{\frac {1}{\alpha }}\right)^{c}\\&=A\alpha ^{-l}{\frac {(c+l-1)(c+l-2)\cdots (c+1)}{(l-1)!}}\left({\frac {1}{\alpha }}\right)^{c}\end{aligned}}}
이므로,
{\displaystyle \lim _{c\to \infty }{\frac {B(A,\alpha ,l;c)}{c^{l-1}}}={\frac {A}{\alpha ^{l+c}(l-1)!}}}
이다. 그런데 {\displaystyle l_{i}\leq n-1}이므로, {\displaystyle f(x)}의 멱급수 전개 속 {\displaystyle x^{c}}의 계수 {\displaystyle A(a_{1},\dots ,a_{n};c)}는
{\displaystyle \lim _{c\to \infty }{\frac {A(a_{1},\dots ,a_{n};c)}{c^{n-1}}}={\frac {A_{n}}{(n-1)!}}}
을 만족시킨다.
마지막으로, {\displaystyle f(x)}의 부분 분수 분해 및 {\displaystyle l_{i}\leq n-1}에 따라
{\displaystyle {\begin{aligned}A_{n}&=\lim _{x\to 1}(1-x)^{n}f(x)\\&=\lim _{x\to 1}{\frac {(1-x)^{n}}{(1-x^{a_{1}})\cdots (1-x^{a_{n}})}}\\&={\frac {1}{a_{1}\cdots a_{n}}}\end{aligned}}}
이다.

### 계산 복잡도
프로베니우스 수를 구하는 문제는 NP-난해 문제이다. 그러나 일부 특수한 경우에는 간단한 알고리즘들이 존재한다.

## 예
두 양의 서로소 정수 {\displaystyle a_{1},a_{2}\in \mathbb {Z} ^{+}}의 프로베니우스 수는 다음과 같다 ({\displaystyle \gcd\{a_{1},a_{2}\}=1}).
{\displaystyle g(a_{1},a_{2})=a_{1}a_{2}-a_{1}-a_{2}}

## 참고 문헌
1. ↑  華羅庚 (1957). 《數論導引》 (중국어 정체). 베이징: 科學出版社.